# Jacopo Iacoboni
Jacopo Iacoboni (Napoli, 21 aprile 1972) è un giornalista e saggista italiano.

## Biografia
Si è laureato in filosofia teoretica a Roma, presso l'università "La Sapienza", nel 1995, discutendo una tesi con Lucio Colletti ed Emilio Garroni. Dopo la laurea ha frequentato un corso di perfezionamento all'Istituto italiano per gli studi storici di Napoli. 
Scrive di politica su La Stampa. Ha raccontato gli attentati dell'11 settembre e la nascita del movimento no global. Ha seguito da inviato le elezioni politiche 2001, 2006, 2008 e 2013, l'evoluzione del berlusconismo, le primarie del centrosinistra di Romano Prodi, la nascita del Partito Democratico, la crisi della sinistra e l'eredità degli anni settanta (tra l'altro, con interviste a Vittorio Foa, Rossana Rossanda, Umberto Eco, Pietro Ingrao, Adriano Sofri, Guido Viale, Walter Veltroni, Renato Soru, Sergio Cofferati, Toni Negri, Renato Zangheri, l'ex capo delle BR Renato Curcio, gli ex terroristi Paolo Persichetti e Cesare Battisti).
Sotto la direzione di Giulio Anselmi ha commentato le elezioni presidenziali americane del 2008. Tra 2008 e 2009, una sua serie di inchieste giornalistiche ha raccontato il potere nelle città italiane alla vigilia delle elezioni - da Bologna a Venezia e Firenze, dalla Sardegna a Napoli. Nel 2007, inviato al V-Day, ha fatto la prima intervista di politica a Beppe Grillo comparsa su un grande quotidiano. Ha raccontato, fin dal 2009, l'ascesa di Matteo Renzi. Tra 2010 e 2011 è stato inviato al seguito del presidente della Repubblica Giorgio Napolitano. Ha raccontato lo Tsunami Tour di Beppe Grillo nel 2012-2013. Nel gennaio 2015 ha scritto un ebook edito da La Stampa, Un uomo solo al comando. Viaggio nel Pd, inchiesta dopo un anno di Renzi alla carica di segretario e premier.
Una serie di inchieste e reportage hanno documentato in quell'anno tutti i finanziamenti ricevuti della Fondazione Open di Renzi, e raccontato per primi i brogli alle primarie Pd in Liguria, e i numeri dei falsi circoli del PD a Roma. Ha narrato i legami di Virginia Raggi con gli studi legali di Cesare Previti e di Pieremilio Sammarco, l'esistenza di un contratto preelettorale fattole firmare dal Movimento 5 Stelle come condizione per la sua candidatura nel 2016 alle elezioni per il sindaco di Roma (contenente una clausola che stabiliva una penale pecuniaria di 150.000 euro), il sistema di scatole cinesi nelle associazioni correlate al M5S. Ha raccontato per primo dell'avvenuta successione aziendale tra Gianroberto Casaleggio e suo figlio Davide, versione poi confermata da successive inchieste. Il 7 aprile 2018, Davide Casaleggio impedì a Iacoboni l'accesso alla convention pubblica dell'Associazione Casaleggio a Ivrea, motivando ufficialmente la decisione proprio con il vecchio articolo con cui il giornalista aveva raccontato l'avvenuta successione aziendale e politica tra padre e figlio in in Casaleggio Associati. L'esclusione del giornalista scatenò molte proteste perché ritenuta dalla quasi totalità dei commentatori un episodio di grave intolleranza contro la libertà di stampa.
Nel 2005 Iacoboni ha vinto il Premio Ischia di giornalismo per la carta stampata. Nel 2018 ha pubblicato L'Esperimento (Laterza), una lunga inchiesta giornalistica sulla "vera storia del Movimento Cinque Stelle". Per The Atlantic Council è uno degli autori del saggio The Kremlin's Trojan Horses: Russian Influence in Italy. Ha collaborato con il Financial Times all'inchiesta europea su Populismo, Europa, immigrazione verso le elezioni politiche italiane del 2018. Tiene una rubrica di politica chiamata Arcitaliana sul sito internet de La Stampa. Collabora con il think tank Atlantic Council, con la rivista MicroMega e con l'emittente radiofonica Radiotre.

## Controversie

### Il caso Beatrice Di Maio
Il 16 novembre 2016 Iacoboni pubblicò su La Stampa un articolo su una presunta struttura di cyber propaganda a favore del Movimento 5 Stelle e contro alcune importanti figure del Partito Democratico (tra cui Matteo Renzi, Maria Elena Boschi e Luca Lotti). L'articolo destò grande scalpore tanto che il capogruppo in commissione Affari costituzionali del PD, Emanuele Fiano, presentò un'interrogazione parlamentare volta ad ottenere chiarimenti su quanto rivelato da questa inchiesta giornalistica. L'attenzione fu rivolta in particolare ad un account Twitter, Beatrice Di Maio, dal quale partivano numerose critiche e insulti al Pd, all'allora segretario Matteo Renzi e alla presidenza della Repubblica. L'account aveva i metadati identici a una serie di altri account Twitter, tutti di pesante propaganda pro M5S. Il giorno dopo l'articolo, l'account fu chiuso dal suo intestatario e il sottosegretario Lotti decise di querelare Beatrice Di Maio per diffamazione.
Pochi giorni dopo Tommasa Giovannoni Ottaviani, moglie del politico forzista Renato Brunetta, dichiarò al quotidiano Libero di essere la persona che si celava dietro l'account Beatrice Di Maio e di aver agito in maniera autonoma dal marito. Lo stesso giornale rivelò che la signora era in una chat privata con 50 attivisti pentastellati conosciuti in rete, tra cui un assistente di un parlamentare M5S. Beppe Grillo, fondatore del M5S, pubblicò sul suo blog un articolo con la richiesta di scuse da parte dei responsabili della vicenda. Ma il debunker David Puente, in un suo articolo sul suo blog, poggiò l'attenzione sul fatto che Iacoboni avesse sempre scritto di propaganda pro (e non del) M5S; viceversa, Il Fatto Quotidiano e Next fecero invece notare come Iacoboni insistette nell'affermare l'esistenza di un'indagine giudiziaria su questa presunta "struttura" di propaganda pro M5S. L'esistenza di un procedimento penale fu confermata poi dal fatto che, il 15 marzo 2018, Tommasa Giovannoni è stata condannata a 1500 euro di multa (con sospensione della pena) per il tweet diffamatorio nei confronti di Luca Lotti.